# Horváth Adrienne (operatőr)
Horváth Adrienne (Budapest, 1954. február 24. –) magyar operatőr és filmrendező. A Duna Televízió megalakulása óta annak vezető operatőre. Ő volt az első nő Magyarországon, aki elvégezte a film- és televízió operatőr szakot.

## Életpályája
Előbb 1974–1978 között a Testnevelési Főiskolára járt. 1985–1989 között első nőként végezte el a Színház- és Filmművészeti Főiskola egyetemi végzettséget adó Film- és televízió operatőr szakát. Illés Györgytől, Ragályi Elemértől, Makk Károlytól és Szabó Istvántól tanult. Pályáját kameramanként kezdte. 1992-ben került az akkor alakuló a Duna Televízióhoz, annak vezető operatőreinek egyikeként (Kovács Gyula és Ramm László mellett). Dolgozott már tévéjátékokon, dokumentumfilmeken, szórakoztató műsorokon, de parlamenti közvetítéseken és istentiszteleteken is.
Tagja a Magyar Operatőrök Társaságának (Hungarian Society of Cinematographer - etikai bizottsági tag), és a Magyar Katolikus Újságírók Szövetségének.
Főbb munkái: A karnevál utolsó éjszakája, Ibsen: Nóra, Szabó Magda: Ajtó, Rendhagyó történelemóra, Mindentudás Egyeteme, Gyógyító agytudomány, Mezzo Operafesztivál, Budapesti Búcsú - a Fesztiválzenekar koncertje a Hősök terén, Lázadó Requiem - Verdi Terezinben, Miskolci Nemzetközi Operafesztivál, Szép Ernő: Félkesztyű - tévéjáték, Gresham, Ganz gut, A híd, Ragályi Elemér portréfilm, Hámori József agykutatóról portré film, Tájak, álmok, Izrael, Szabó Lőrinc (Tálentum)

## Díjai, elismerései
- Nívódíjak 1992–2000 között 7 alkalommal
- "Arany Sirály" díj - Év operatőre (Duna Tv, 3 alkalommal nyerte el)
- 1990 Magyar Reklámfilm Szemle Oklevél
- 2000 Camera Hungária Kulturális Kategória fődíja (Filmcím: Versek)
- 2000 Szolnok Nemzetközi Tudományos Filmfesztivál különdíj (Filmcím: Hámori József portréfilm)
- 2003 Szolnok Nemzetközi Tudományos Filmfesztivál különdíj (Filmcím: A Gresham)
- 2004 35.Magyar Játékfilmszemle Ismeretterjesztő Kategória fődíja (Filmcím: A Gresham)
- 2010 FIPA (23. Festival Internationale Programmes Audiovisuales), Biarritz - a legjobb 16-ban (Filmcím: Haydn: Philemon és Baucis)

## Filmjei

### Operatőrként
- 1989 "...hol zsarnokság van..." (Egy bíró visszaemlékezései a diktatúra lélektanához)
- 1994 Az erdélyi ember és lélek krónikása (Nyirő József)
- 1994 Kölcsey nyomában Sződemeteren
- 1996 "Hitben megerősödve..." (A franciaországi Lourdes zarándokhelye)
- 1997 A fiú naplójából
- 1997 Cselédek (Az 1930-1974 közötti cselédség)
- 1997 Elisabeth (A világhírű musical előadói)
- 1997 Nyelv és varázs - két tételben (Vers-film)
- 1997 Színészportrék[2]
- 1998 Dunakép - Három szerelem - Szép Ernő: Félkesztyű; Molnár Ferenc: Az utolsó előtti csata; Móricz Zsigmond: Fehér selyemben
- 1998 Polányi passió
- 1998 Szerelem est
- 1999 Gérecz Attila
- 2000 A színész és a forradalom
- 2000 "Eszmények nélkül nem lehet élni..." (Klebelsberg Kunó művelődéspolitikus)
- 2000 Fekete István
- 2000 Kézfogások (Cfaton, a Magyarajkú Zsidóság Emlékmúzeuma)
- 2000 Magyar néptáncörökség
- 2000 Szabó Lőrinc
- 2000 "Üdvözlet a Krampusstól" (Karácsonyi képeslapok)
- 2000 Vallomások egy polgárról (100 éve született Márai Sándor)
- 2000 Dalok tüzes szekerén
- 2000 A félkesztyű
- 2000 Soha nem késő
- 2001 Hárman a tavaszi dombról - Tel Aviv
- 2001 Huszárik Kata portré
- 2001 Mirijam Róth meseíró
- 2001 Ragályi Elemér portré
- 2001 Cirkusz Odüsszeia
- 2002 Ember Judit - Pócspetri
- 2002 Ganz gut - Millenáris Park (a Ganz-gyár új funkciója)
- 2002 "Holtak álma felett" (Barangolás a Fiumei úti sírkertben)
- 2002 Kitörés, ködben (Játékos kultúrtörténetet)
- 2002 "Mély kútba tekinték..." (Dr. Virág Teréz pszichoanalitikus)
- 2002 Mindentudás egyeteme - Hámori József előadása
- 2002 "Nem menekülhetsz" - 100 éve született Illyés Gyula
- 2002 Pán Péter és Ynew világa
- 2003 A Gresham-palota
- 2003 A Berlini Zsidó Múzeum
- 2003 A látvány malmai - Diszel - Szentendre (Malmok - új funkcióban)
- 2003 "A legnagyobb székely" (Orbán Balázs)
- 2003 Anarcs
- 2003 Bella István költő első tanítóiról
- 2003 Megkésett memoár (Antall József)
- 2003 Mindentudás Egyeteme
- 2003 Rost Andrea és a Liszt Ferenc Kamarazenekar hangversenye
- 2003 Szabó István - Tálentum sorozat (Szabó István portré)
- 2004 A Salzburgi Fesztiválzenekar hangversenye a Zeneakadémián
- 2004 Az én Berlinem
- 2004 Egy freskó sorsa (Aba-Novák Vilmos freskói a székesfehérvári Szent István-mauzóleumban)
- 2004 H-Európa (magyar ismeretterjesztő filmsorozat, az Európai Unióhoz való csatlakozásról)
- 2004 Petrovics Emil: Concerto grosso op.50
- 2004 Pilisi sziklák
- 2004 Tamás Gábor jótékonysági koncert
- 2004 Újjáéledő zsidó kultúra
- 2005 Húsvét titka
- 2005 A Budapesti Fesztiválzenekar hangversenye
- 2005 Börtönévek
- 2005 Harmincéves a Vujicsics együttes
- 2005 Ibsen: Nóra
- 2005 Liszt Ferenc: Tasso
- 2005 Móser Zoltán fotóművész
- 2005 Országalma, avagy Mátyás király és a cigánylány
- 2005 Rachmaninov - II. zongoraverseny
- 2005 XV. Nemzetközi Cigánykarnevál
- 2006 Dobrovai László portré
- 2006 A Danubia Szimfonikus Zenekar hangversenye
- 2006 A gondolkodás kalandjai
- 2006 A Szent István Király Szimfonikus Zenekar
- 2006 Bartók Béla: Concerto zenekarra
- 2006 Csehov szerelmei
- 2006 "Csíkszereda és Salzburg muzsikája" - A Csíki Kamarazenekar hangversenye
- 2006 III. Európai Arany Művész Díjátadó Gála
- 2006 Liszt Ferenc: Szent Erzsébet legendája
- 2006 Megélni és megírni... - Találkozás Budai Kulcsár Jánossal
- 2006 Mendelssohn: Szentivánéji álom
- 2006 Mozart 250
- 2006 Nagyvizit
- 2006 Olvasópróba (dokumentumsorozat)
- 2006 Szabó Magda: Az ajtó
- 2006 Szalon - Vendégségben Zoób Katinál (ismeretterjesztő filmsorozat)
- 2006 Újévi gálakoncert 2006.
- 2006 6. Nemzetközi Cirkuszfesztivál Budapesten
- 2006-2007 Ezerarcú Balaton
- 2007 A Győri Leánykar Kodály kórusműveket énekel
- 2007 "Árpád pajzs" - átadási ünnepség
- 2007 Csehov: Ivanov
- 2007 Én, Szegény Sudár Anna
- 2007 Háy János: A Pityu bácsi fia
- 2007 Interoperett Újévi Gálakoncert a Belvárosi Színházból
- 2007 John Millington Synge: A nyugati világ bajnoka
- 2007 Körkép a magyar ősvallásról
- 2007 Miklósa Erika és vendégei
- 2007 Budapesti Búcsú 2007 - A Budapesti Fesztiválzenekar játszik
- 2007 Tigristej
- 2008 A Budapesti Fesztiválzenekar születésnapi koncertje
- 2008 Bach - Bogányi: d-moll, /dór/ toccata és fúga, BWV 538.
- 2008 Benyovszky
- 2008 Budapesti Búcsú 2008
- 2008 Egyedül
- 2008 Emlékezés egy művész-tanárra Hangverseny Bende Zsolt tiszteletére
- 2008 Fryderyk Chopin (1810-1849) - Bogányi Gergely zongorázik
- 2008 Fryderyk Chopin (1810-1849) h-moll szonáta op. 58
- 2008 Interoperett Újévi Gálakoncert
- 2008 Jókai Mór városai: Komárom, Pápa, Balatonfüred
- 2008 Kiss József: Az angyalok nem sírnak
- 2008 Kortársaim
- 2008 Látogatás a komáromi múzeumban
- 2008 Liszt Ferenc: Krisztus
- 2008 Találkozás Kodály Zoltánnal a Zeneakadémián
- 2008 Ünnepi hangverseny Wojciech Kilar műveiből
- 2009 Mezzo Operafesztivál
- 2009 A Kodály vonósnégyes hangversenye a Magyar Tudományos Akadémia dísztermében
- 2009 A Liszt Ferenc Kamarazenekar hangversenye a Kiscelli Romtemplomban
- 2009 Bohuslav Martinu: Alexandre kétszer
- 2009 Budapesti Búcsú 2009. - "Cseh romantikusok"
- 2009 Csajkovszkij: Vonósszerenád, op. 48.
- 2009 Hangverseny ausztrál zeneszerzők műveiből
- 2009 Haydn: g-moll vonósnégyes
- 2009 Haydn: Philemon és Baucis magyarországi bemutató
- 2009 Haydn ünneplése
- 2009 Interoperett Újévi Gálakoncert a Belvárosi Színházból
- 2009 Kilenc nap, kilenc szimfónia
- 2009 Marco Tutino: Vita
- 2009 Petrovics Emil: III. vonósnégyes
- 2009 Richard Strauss: Ariadné Naxosban
- 2009 Schubert 1828
- 2009 Tamási Áron: Hullámzó vőlegény
- 2009 Tobias Picker: Emmeline
- 2009 7. Nemzetközi Cirkuszfesztivál
- 2010 Lázadó Requiem-Verdi Terezinben
- 2010 Armel Operaverseny és Fesztivál
- 2010 Budapesti Búcsú 2010
- 2010 Carl Orff: Carmina Burana
- 2010 David Alagna: Egy halálraítélt utolsó napja
- 2010 Giuseppe Verdi: Traviata
- 2010 Herend, az más
- 2010 Interoperett
- 2010 Knut Vaage: Veslefrikk
- 2010 Lázadó Requiem - Verdi Terezinben
- 2010 Marco Tutino: A lakáj
- 2010 Mesterművek magyar mesterhegedűkön
- 2010 Thomas Pasatieri: A sirály
- 2010 Újévi operett gála a Budapesti Operettszínházból
- 2010 170 éves a Magyar Nemzeti Conservatorium
- 2010 8. Nemzetközi Cirkuszfesztivál
- 2011 Haydn: A Megváltó hét szava a keresztfán
- 2011 Antonio Caldara: Szent István, Magyarország első királya
- 2011 "Bartók + Verdi 2011" - Miskolci Nemzetközi Operafesztivál
- 2011 Fekete Gyula: Excelsior!
- 2011 Gálaest Kovács József operaénekes emlékére
- 2011 Lévay Szilveszter Nemzetközi Musical Énekverseny gálaestje a Budapesti Operett Színházban
- 2011 Sc.Art - A jól temperált univerzum
- Simándy József Nemzetközi Énekverseny 2011. - Díjkiosztó Gálakoncert

Továbbá
- A Magyar Rádió Szimfonikus Zenekara játszik (koncertfilm)
- A metaforák világa - balladák prózában (tévéfilm)
- A Nemzeti Filharmonikusok hangversenye a Művészetek Palotájában (koncertfilm)
- "A tehetség a kötelességek forrása" (dokumentumfilm)
- Az elveszett cirkáló (zenés film)
- Barta Lajos: Szerelem (színházi felvétel)
- Bartók: Gyermek- és nőikarok (koncertfilm)
- Cinfalvától Cinfalváig - A Cinfalván (ma Siegendorf, Burgenland) született és ott élő 100 éves Takács Jenő zeneszerző (portréfilm)
- Civil Fórum
- Delibes: Coppélia (balettfilm)
- Észhelyzet (ismeretterjesztő sorozat)
- Fassang László orgonál (koncertfilm)
- Gergely Ágnes Kossuth-díjas költő (dokumentumfilm)
- Hámori József agykutató (dokumentumfilm)
- Hangverseny Ruha István hegedűművész emlékére (koncertfilm)
- Író határok nélkül - Efrájim Kishon (dokumentumfilm)
- Irodalmi Műhely (ismeretterjesztő sorozat)
- Itt és ott, itt és most - a Duna Televízió gyerekhíradója
- J. S. Bach: C-dúr toccata, adagio és fuga BWV 564 (szín., magyar koncertf.) (TV-film) operatőr
- "Jöjj vissza hozzám..." - Kovács Józsi születésnapi műsora (Az 1967-es Táncdalfesztiválon egy csepeli autószerelő)
- Magyarok a falnál (dokumentumfilm)
- Melis László: Henoch apokalipszise - kantáta (koncertfilm)
- Mozart - A-dúr klarinétverseny KV 622 (koncertfilm)
- Nótacsokor
- Páratlan panorámák[3] (ismeretterjesztő sorozat)
- Szép magyar novella[4]
- Tillai Aurél (dokumentumfilm)
- A karnevál utolsó éjszakája (színházi felvétel)
- Aranyszarvas - Magyar századok (tévéfilm)
- Bogányi Gergely (koncertfilm)
- In memoriam Luciano Pavarotti (koncertfilm)
- Nemzeti Gálakoncert Magyarország új alkotmánya megszületése tiszteletére
- Volt egyszer egy csapat (színházi felvétel)
- Yvonne, burgundi hercegnő (színházi felvétel)

### Rendezőként
- 2000 Soha nem késő
- Író határok nélkül